# David Tudor
David Tudor (Filadelfia, 20 gennaio 1926 – New York, 13 agosto 1996) è stato un pianista e compositore statunitense.
È conosciuto per essere uno dei maggiori esponenti della musica sperimentale per pianoforte insieme a John Cage, con il quale lavorò negli anni cinquanta. Fu il primo esecutore di molte delle composizioni di Cage; fra le molte si ricordi il "Concerto per pianoforte e orchestra" e 4'33".